# La corsicana
La corsicana è un genere di canto, diffuso in Sardegna. È uno dei modelli di canto che va eseguito obbligatoriamente nelle gare musicali del cantu a chiterra. Questo modello fu inventato da Ciccheddu Mannoni il quale avrebbe riadattato un canto della Corsica.
È uno dei canti più orecchiabili, come i Muttos e Sa Nuoresa, di cui la supposta origine corsa è dimostrata dal fatto che è il solo canto del repertorio del cantu a chiterra che si basa sull'alternanza di due accordi minori (Re e La).